# فرانكو جيوردانو
فرانكو جيوردانو (بالإيطالية: Franco Giordano)‏ هو سياسي إيطالي، ولد في 26 أغسطس 1961 بباري في إيطاليا. حزبياً، نشط في Left Ecology Freedom ‏. انتخب عضو مجلس النواب في الجمهورية الإيطالية.